# FC 소그디아나 지자흐
소그디아나 지자흐(우즈베크어: "Сўғдиёна" Жиззах футбол клуби)는 지자흐를 연고로 하는 우즈베키스탄의 축구단이다. 현재 우즈베키스탄 슈퍼리그에 참가하고 있다.

## 우승

### 소비에트 연방
- 소비에트 2부 리그: 1979
- 우즈베키스탄 SSR 챔피언십: 1972

### 우즈베키스탄
- 우즈베키스탄 프로리그: 2003, 2007, 2012
- 우즈베키스탄 PFL컵: 2011, 2012

## 선수 명단

### 현역
- 스타니슬라프 안드리프(2023 ~ )
- 자수르 하사노프(1999 ~ 2002, 2019 ~ )
- 조란 페트로비치
- 룹초 도리에프(2023 ~ )
- 밀란 미트로비치

### 역대
틀:FC 소그디아나 지자흐 선수 명단